# Jolanta Rokoszowa
Jolanta Rokoszowa, z d. Tłustochowska (ur. 29 marca 1944 w Sandomierzu, zm. 31 marca 1997 w Krakowie) – polska językoznawczyni, pracowniczka naukowa Uniwersytetu Jagiellońskiego.

## Życiorys
Była córką Stanisława Tłustochowskiego i Zofii z d. Bełdowskiej. W 1961 roku podjęła studia polonistyczne na Uniwersytecie Jagiellońskim, specjalizując się w historii języka i dialektologii. Została prezesem Koła Naukowego Językoznawców Studentów UJ. W roku 1966 obroniła pracę magisterską, napisaną pod kierunkiem prof. Witolda Taszyckiego, na temat fleksji historycznej pt. Rozwój staropolskich form przypadkowych miejscownika liczby mnogiej. Po ukończonych studiach odbyła roczny staż w Katedrze Językoznawstwa Ogólnego. W 1967 roku poślubiła historyka Mieczysława Rokosza. W tym samym roku została zatrudniona w Pracowni Atlasu i Słownika Gwar Polskich Polskiej Akademii Nauk kierowanej przez prof. Mieczysława Karasia, gdzie opracowała między innymi dwie mapy dotyczące mazurzenia i upodobnienia postępowego oraz wespół z Anną Niezabitowską stworzyła indeks rzeczowy do tomów I-X Małego atlasu gwar polskich. Od 1970 roku ponownie pracowała w Katedrze Językoznawstwa Ogólnego UJ.
Podczas stażu doktoranckiego w Katedrze Językoznawstwa Indoeuropejskiego i Ogólnego uczyła się pod kierunkiem Tadeusza Pobożniaka sanskrytu. W 1978 r. Jolanta Rokoszowa obroniła dysertację doktorską pt. Kategoria strony. Studium teoretyczne, wypromowaną przez Adama Heinza. W 1990 uzyskała stopień naukowy doktora habilitowanego na podstawie rozprawy naukowej Czas a język. O asymetrii reguł językowych. W pracy tej podjęła problem czasu w stosunku do języka, rozpatrywany w aspekcie filozoficznym i językoznawczym.
W latach późniejszych Jolanta Rokoszowa zajęła się problematyką stosunku języka do milczenia. W dwóch artykułach (Język a milczenie, „Biuletyn PTJ” XL, 1986; Milczenie jako fakt językowy, „Biuletyn PTJ” L, 1994) omówiła te zagadnienia i dokonała klasyfikacji rodzajów milczenia, wyróżniając: 1) milczenie transcendentne (nie-mówienie, cisza) i 2) milczenie znaczące obecne w akcie mowy, które może dotyczyć: a) mówiącego (mówić/nie mówić), b) znaku (wyrazić/nie wyrazić), c) wartości (powiedzieć/nie powiedzieć). Skupiła się także na milczących aktach mowy, związku milczenia z pauzą i jego funkcjach socjokulturowych.
W 1980 roku podjęła się zakładania struktur NSZZ "Solidarność" na UJ. Znana była dzięki swej działalności w związku zawodowym, a także organizacji konferencji na temat nowomowy, czyli języka propagandy totalitarnej (styczeń 1981). Opracowane przez nią materiały pokonferencyjne wydała w 1985 roku londyńska oficyna Polonia, a w 1989 r. Charles Zaremba przetłumaczył je na język francuski pt. La langue de hois en Pologne.
W czasie stanu wojennego J. Rokoszowa opublikowała pod pseudonimem Wanda Roguska (imię i nazwisko jej babki) w periodyku „Solidarność Nauczycielska” cykl artykułów, w których ukazywała mechanizmy manipulacji językowej propagandy komunistycznej i sposoby walki z nią (antyslogany). Wydawała tomiki poezji literatów stanu wojennego w cyklu Idą pancry na „Wujek”. Wiersze zebrane (1981–1982; siedem zeszytów). Po 1989 roku krytycznie obserwowała rozwój sytuacji w kraju i w środowisku akademickim, publikując krótkie felietony w „Arce”, „Tygodniku Powszechnym” i „Czasie Krakowskim”. Po zakończeniu stanu wojennego Jolanta Rokoszowa uczestniczyła w przywróceniu struktur Związku w Uniwersytecie Jagiellońskim.
W 1993 roku krakowską językoznawczynię powołano do członkostwa czynnego w Academiae Scientiarum et Artium Europeae w Salzburgu. W tym samym roku zaczęła prowadzić zajęcia z językoznawstwa w Institut National des Langues et Civilisations Orientales w Paryżu, podczas których przygotowywała monografię na temat miejsca i roli milczenia w komunikacji ludzkiej. Przedwczesna śmierć przerwała jej realizację koncepcji. Przedstawiła jedynie zarys w postaci dwóch artykułów wydrukowanych w Biuletynie Polskiego Towarzystwa Językoznawczego. W ostatnich latach życia prowadziła badania nad zalewem pseudoangielszczyzny w języku polskim. Zjawisko to nazwała „polskim pidginem” i omówiła je w artykule opublikowanym w „Kulturze” (1994, nr 4). Prowadziła gościnne wykłady w uniwersytetach w Wiedniu i Duisburgu. Wygłaszała referaty na konferencjach naukowych w Uppsali, Helsinkach, Munster, Paryżu. Jej artykuły drukowano w periodykach polskich i zagranicznych.
Jako osoba związana od urodzenia z Sandomierzem Jolanta Rokoszowa zaangażowała się w utworzenia Towarzystwa Naukowego Sandomierskiego. Zajmowała się badaniem gwary Sandomierszczyzny.
Pochowana na cmentarzu wojskowym przy ul. Prandoty w Krakowie (kw. LXXXV-8 i 9-1 i 2). 

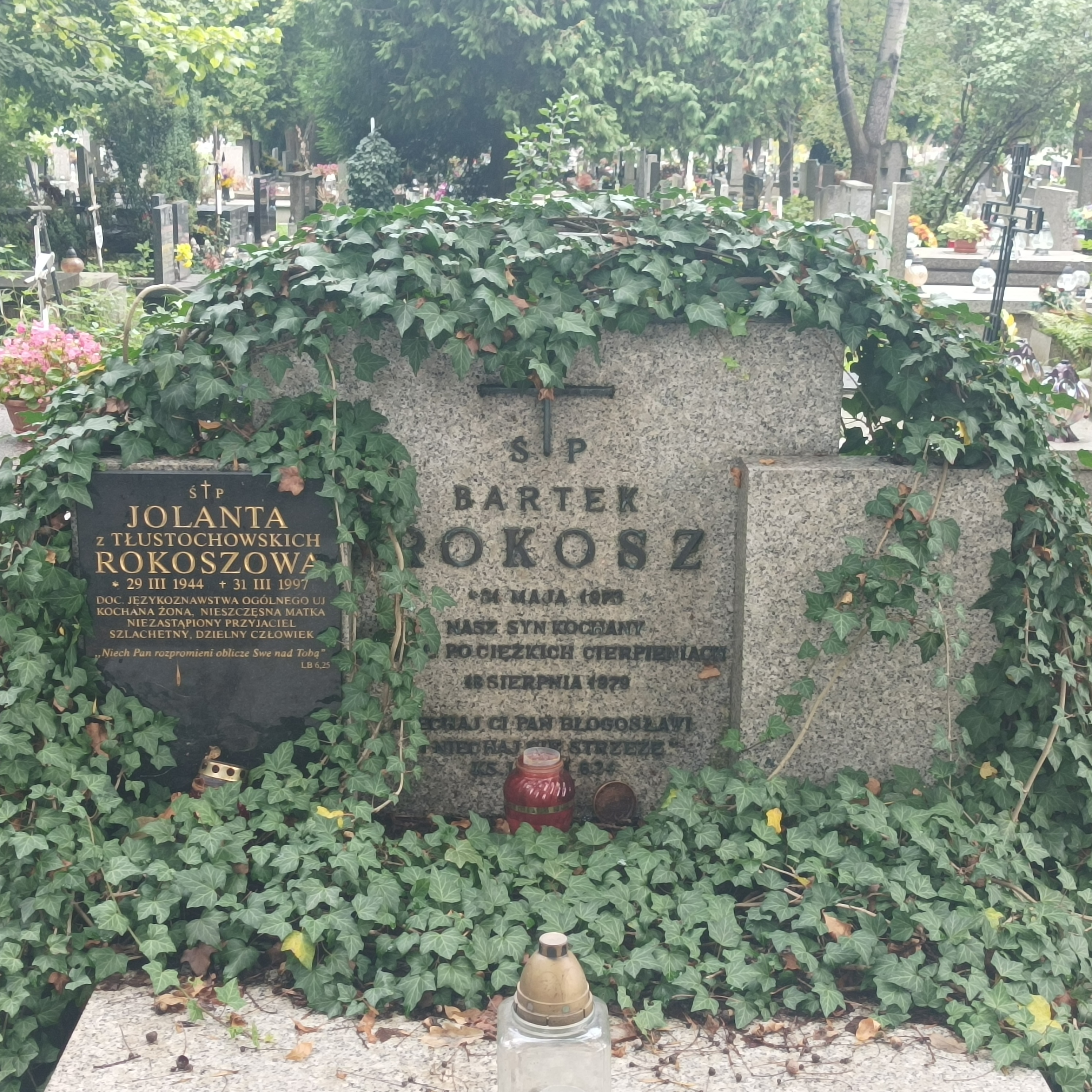
Grób prof. Jolanty Rokoszowej na cmentarzu wojskowym przy ul. Prandoty w Krakowie

## Publikacje
- Język, czas, milczenie (1999)[14]
- Obraz świata we współczesnych teoriach językoznawczych (1997)[15]
- Sprachkontakte in Mitteleuropa (1997)[16]
- L’image du monde dans les theories linquistiques contemporaines (1996)[17]
- The problem of synchronic description in language (1995)[18]
- Milczenie jako fakt językowy (1994)[19]
- Problemy ogólnojęzykoznawcze i filozoficzne w pracach Jana Michała Rozwadowskiego (1991)[20]
- Doktor Irena Żwak (1990)[21]
- Czas a język: o asymetrii reguł językowych[22]
- Józef Reczek (1936-1988) (1989)[23]
- O mniejszościach narodowych w PRL (1989)[24]
- O asymetrii reguł językowych (1988)[25]
- Czy „żaden” to „każdy nie”? (1986)[26]
- Zum Antropozentrismus in der Sprache: ein Beitrag zur Untersuchung des Genus verbi (1986)[27]
- Ogólnojęzykoznawcze poglądy Adama Heinza (1983)[28]
- Antropocentryzm języka i znaczenie tego faktu dla badań nad stroną (1981)[29]
- Nowo-mowa: materiały z sesji naukowej poświęconej problemom współczesnego języka polskiego odbytej na Uniwersytecie Jagiellońskim w dniach 16 i 17 stycznia 1981 (1981; pod red.)[30]
- Über das Problem des Antropozentrismus in der Sprache[31]
- Struktura predykatowo-argumentowa a dystynktywne cechy semantyczne (1976)[32]
- Eugeniusz Grodzieński. Zarys ogólnej teorii imion własnych, PWN, Warszawa 1973, s. 310 : [recenzja][33]
- Z nowszych badań nad teorią języka (1973)[34]
- Teksty gwarowe z Sandomierskiego (1971)[35]